# Feuerbach (Klagenfurt am Wörthersee)
Der Feuerbach wurde während des Baues der Stadtbefestigung von Klagenfurt im 16. Jahrhundert angelegt. Er wurde von der Glan gespeist und als Trinkwasserquelle und als Wasserquelle zur Brandbekämpfung genutzt. 
Ab dem 19. Jahrhundert wurde er als Kanalisationssystem genutzt und nach dem Zweiten Weltkrieg in Rohre umgelenkt und an das heutige Kanalisationssystem angeschlossen. Vom ursprünglichen Kanal ist heute nur noch ein kleiner Teil in der Nähe des Einkaufszentrums Südpark im Stadtteil St. Ruprecht zu sehen.

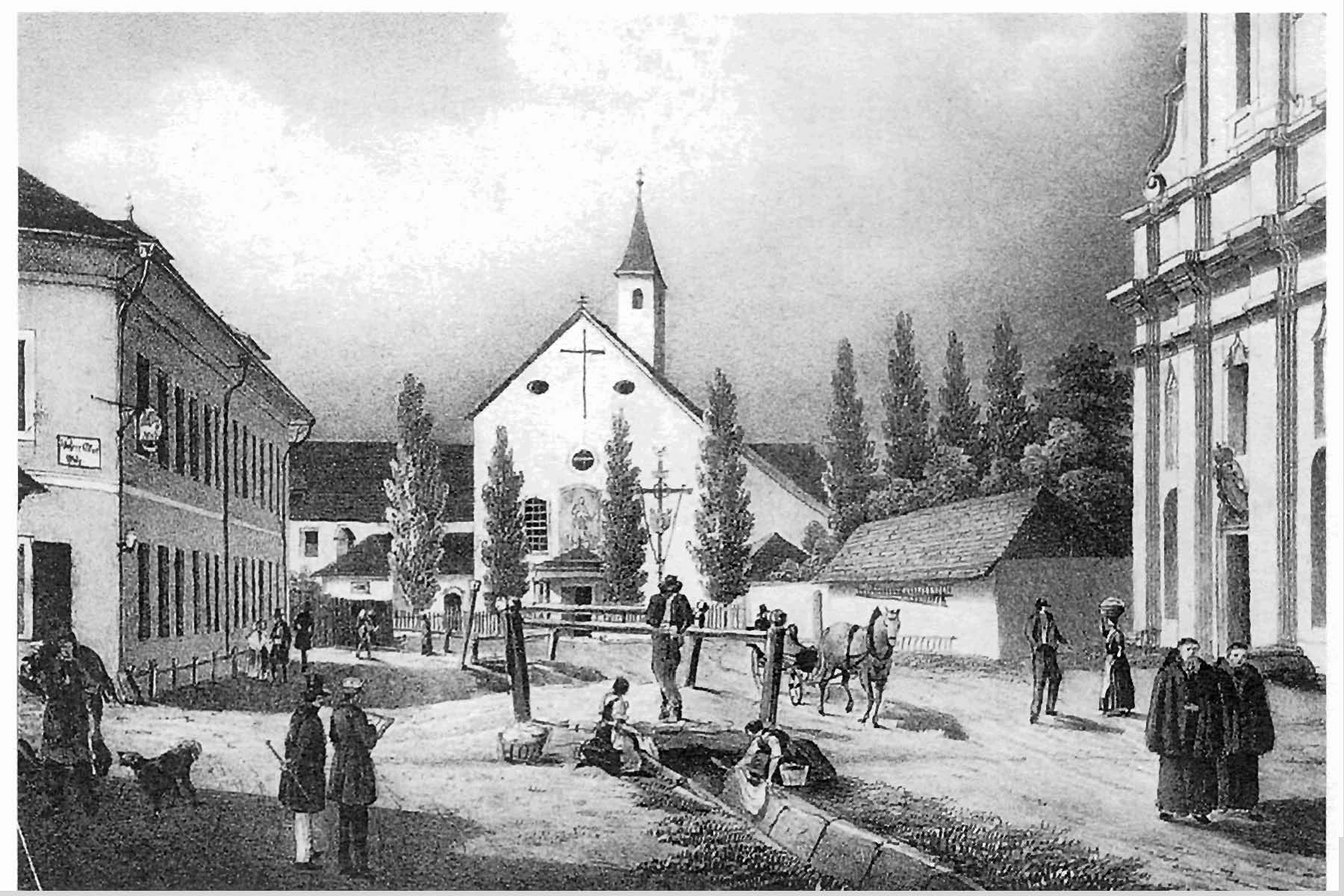
Feuerbach in der Bahnhofstraße vor der Kapuzinerkirche
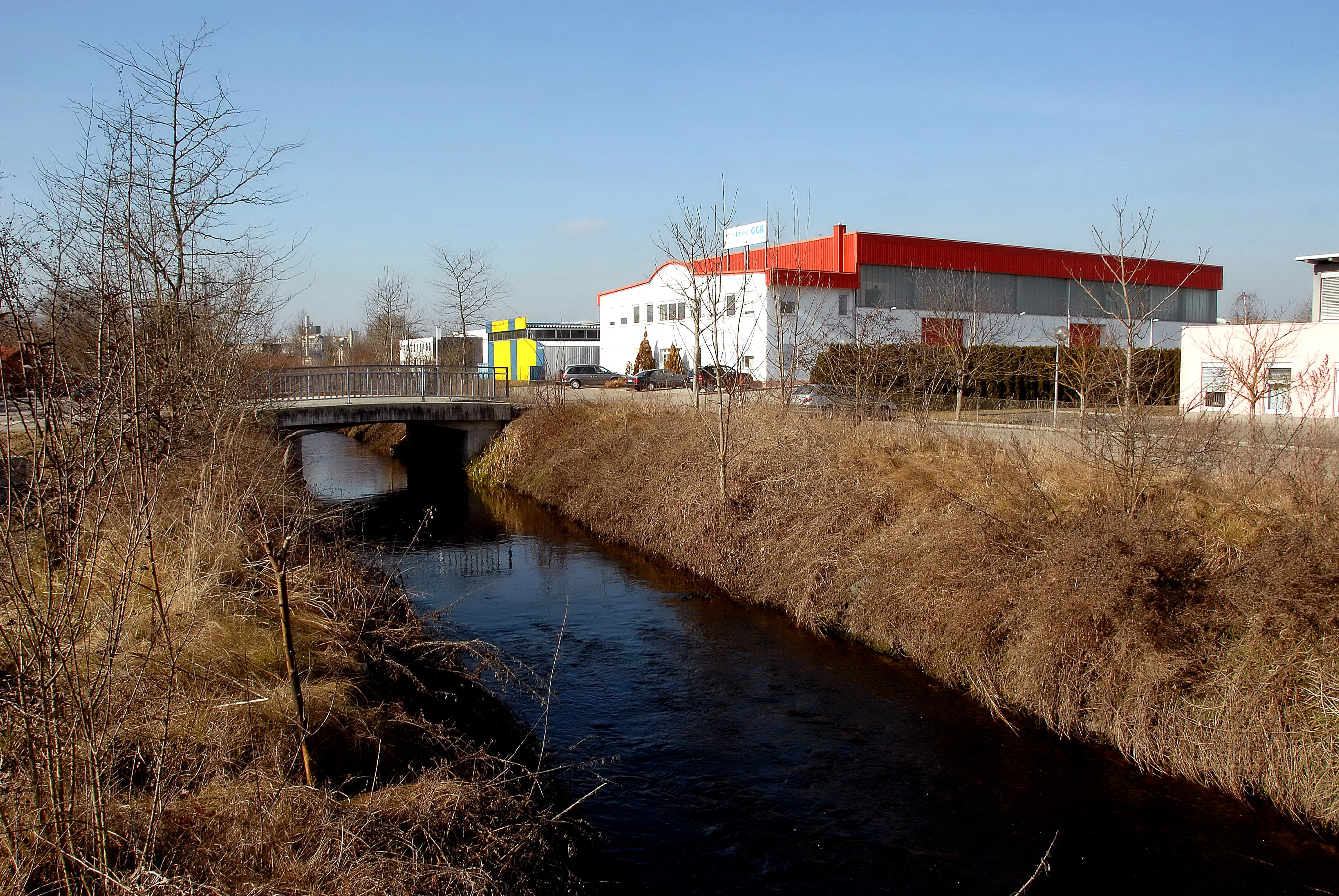
Feuerbach im Stadtbezirk Sankt Ruprecht⊙